# Altamira Kosmonosy
Altamira je dětský skanzen, který se nachází ve městě Kosmonosy jihozápadně od zámku. Jméno dostal podle jeskyně Altamira, ve které v pravěku žili lidé a která je vyzdobena malbami.
Začátky vzniku dětského sdružení Altamira se datují k roku 1986, kdy se účastníci dětského tábora věnovali pravěku a starověku. Později vznikl oddíl Sopea, který dělal výlety do přírody, poznával přírodní zákonitosti a konal archeologické pokusy. Byla postavena základna pro vznik dětského pravěkého skanzenu. Skanzen se začal budovat na místě skládky v roce 1992. Altamira se rozrostla na cca 140 vedoucích. V roce 2003 došlo ke změně, kdy vedení skanzenu převzal Jaromír Cvrček ml. Altamira je významné centrum dětské experimentální archeologie v Česku. Od roku 2010 zde působí oddíl Sopea (zkratka Sdružení ochránců přírody a experimentální archeologie) a během léta se konají příměstské tábory.
Festival dětské experimentální archeologie se zde koná v červnu. Návštěvníci si mohou vyzkoušet, jak se žilo v pravěku. Otevřeno je o festivalu, čarodějnicích nebo po domluvě, jinak je areál veřejnosti nepřístupný.

## Areál
Areál obsahuje mimo jiné tyto objekty:
- Monoxyly
- pravěké opevnění
- Stonhenge – pravěký kalendář
- sklárna – výroba skla ve středověké peci
- hutě – výroba železa
- polozemnice – pravěké obydlí
- keramická dílna – keramika
- pekárna – zde se při festivalu peče chleba a ovesné placky
- chlév – s vlastním stádem ovcí
- archeologické naleziště - pokusný pískový prostor s replikami možných nálezů pro děti
- lukostřelba
- obětiště

## Galerie

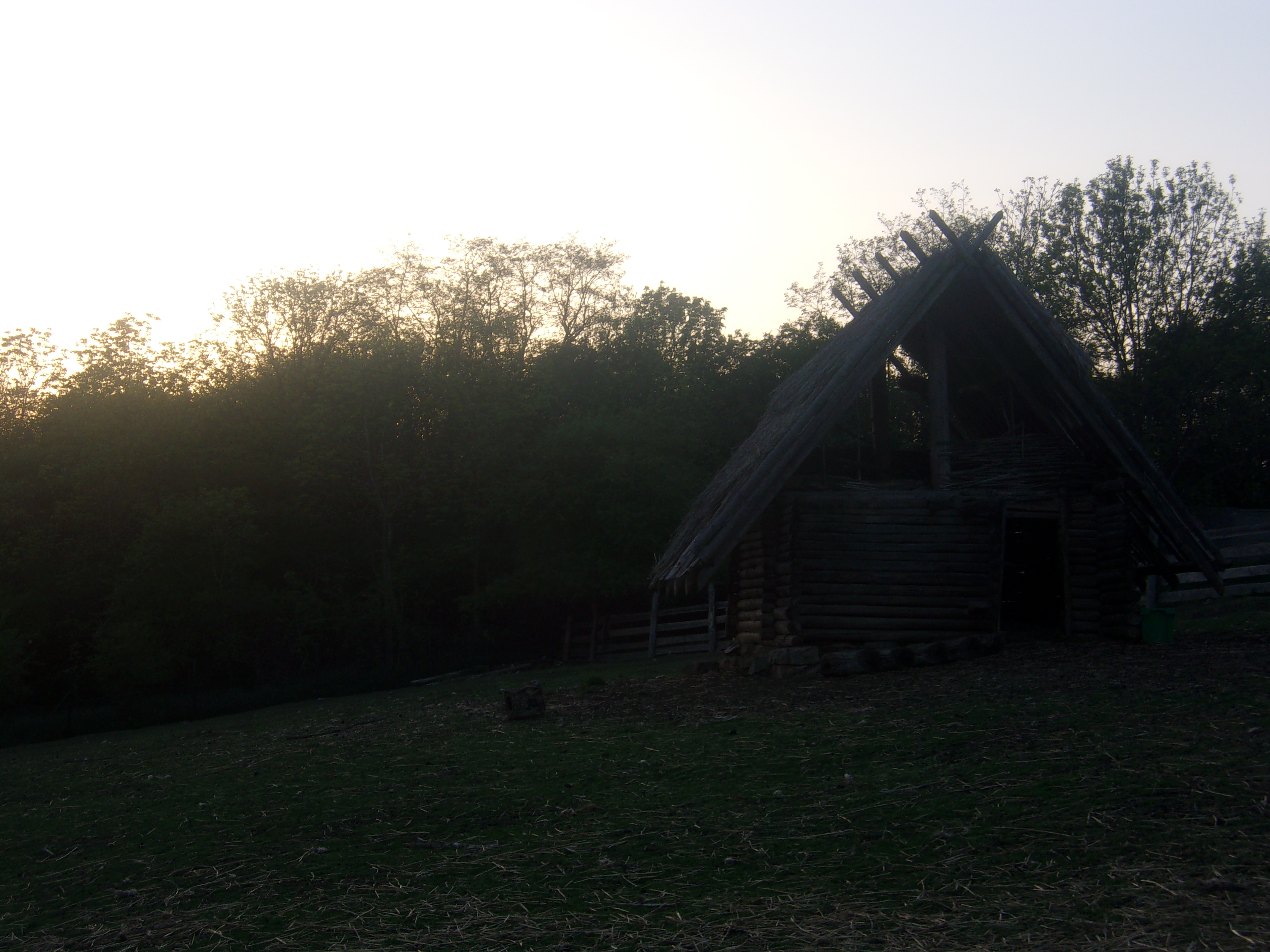
chlév
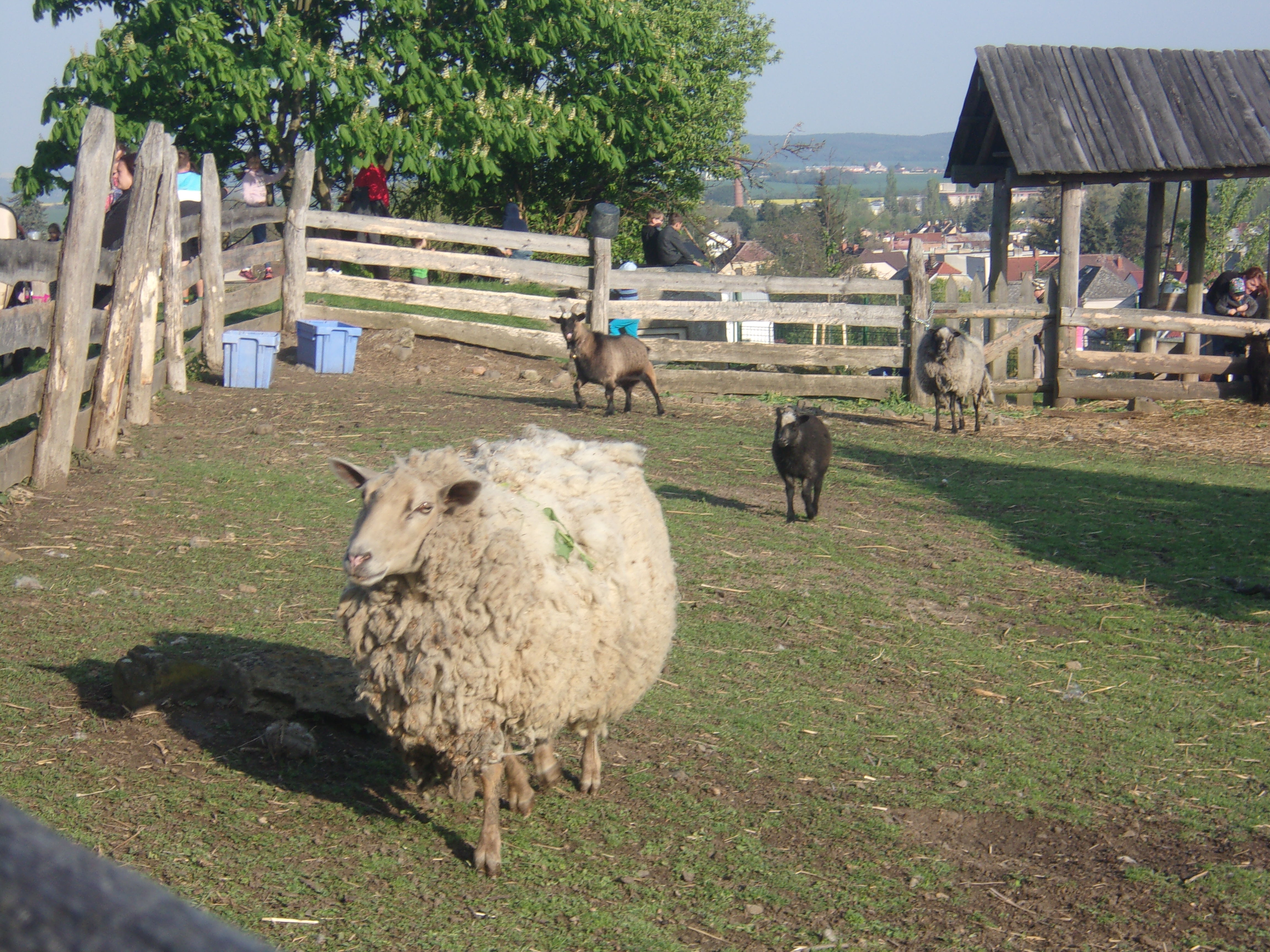
ovce